# Seara (kommun)
Seara är en kommun i Brasilien.   Den ligger i delstaten Santa Catarina, i den södra delen av landet, 1 300 km söder om huvudstaden Brasília. Antalet invånare är 16 922.
I omgivningarna runt Seara växer huvudsakligen savannskog. Runt Seara är det ganska glesbefolkat, med 38 invånare per kvadratkilometer.